# هوبر هايتس
هوبر هايتس (أوهايو) (بالإنجليزية: Huber Heights, Ohio)‏ هي مدينة تقع في الولايات المتحدة في أوهايو. يقدر عدد سكانها بـ 38,101 نسمة ومساحتها 57.94 كم2 وترتفع عن سطح البحر 284 متر.

## التركيبة السكانية
قام مكتب تعداد الولايات المتحدة بتحديد بيانات التركيبة السكانية لهوبر هايتسفي تعداد الولايات المتحدة. في ما يلي، التركيبة السكانية حسب تعدادي 2000 و2010.

### تعداد عام 2000
بلغ عدد سكان هوبر هايتس 38,212 نسمة بحسب تعداد عام 2000، وبلغ عدد الأسر 14,392 أسرة وعدد العائلات 10,779 عائلة مقيمة في المدينة. في حين سجلت الكثافة السكانية 1,817.2 نسمة لكل ميل مربع (701.6/كم2). وبلغ عدد الوحدات السكنية 14,938 وحدة بمتوسط كثافة قدره 710.4 نسمة لكل ميل مربع (274.3/كم2).
وتوزع التركيب العرقي للمدينة بنسبة 84.88% من البيض و 0.28% من الأمريكيين الأصليين و 2.18% من الأمريكيين ذوي الأصول الآسيوية و 0.06% من سكان جزر المحيط الهادئ و 9.78% من الأمريكيين الأفارقة و 2.25% من عرقين مختلطين أو أكثر.
بلغ عدد الأسر 14,392 أسرة كانت نسبة 36.9% منها لديها أطفال تحت سن الثامنة عشر تعيش معهم، وبلغت نسبة الأزواج القاطنين مع بعضهم البعض 58.7% من أصل المجموع الكلي للأسر، ونسبة 12.0% من الأسر كان لديها معيلات من الإناث دون وجود شريك، وكانت نسبة 25.1% من غير العائلات. تألفت نسبة 20.5% من أصل جميع الأسر من أفراد ونسبة 5.9% كانوا يعيش معهم شخص وحيد يبلغ من العمر 65 عاماً فما فوق. وبلغ متوسط حجم الأسرة المعيشية 3.05، أما متوسط حجم العائلات فبلغ 2.64.
بلغ العمر الوسطي للسكان 34 عاماً. وكانت نسبة 27.4% من القاطنين تحت سن الثامنة عشر، وكانت نسبة 8.6% بين الثامنة عشر والأربعة وعشرون عاماً، ونسبة 31.1% كانت واقعةً في الفئة العمرية ما بين الخامسة والعشرون حتى والأربعة وأربعون عاماً، ونسبة 23.7% كانت ما بين الخامسة والأربعون حتى الرابعة والستون، ونسبة 9.3% كانت ضمن فئة الخامسة والستون عاماً فما فوق. يوجد لكل 100 أنثى 95.0 ذكر، ويوجد لكل 100 أنثى في الثامنة عشر من عمرها فما فوق 91.8 ذكر.
بلغ متوسط دخل الأسرة في المدينة 49,073 دولار، أما متوسط دخل العائلة فبلغ 53,579 دولار. وكان متوسط دخل الذكور 40,099 دولار مقابل 28,723 دولار للإناث. وسجل دخل الفرد الخاص بالمدينة 20,951 دولار. وكانت نسبة 4.2% من العائلات ونسبة 5.9% من السكان تحت خط الفقر، وكان من هؤلاء نسبة 6.6% تحت سن الثامنة عشر ونسبة 5.6% في الخامسة والستين من العمر وما فوق.

### تعداد عام 2010
بلغ عدد سكان هوبر هايتس 38,101 نسمة بحسب تعداد عام 2010، وبلغ عدد الأسر 14,720 أسرة وعدد العائلات 10,552 عائلة مقيمة في المدينة. في حين سجلت الكثافة السكانية 1,710.9 نسمة لكل ميل مربع (660.6/كم2). وبلغ عدد الوحدات السكنية 15,875 وحدة بمتوسط كثافة قدره 712.8 لكل ميل مربع (275.2/كم2).
وتوزع التركيب العرقي للمدينة بنسبة 79.6% من البيض و 0.3% من الأمريكيين الأصليين و 2.5% من الأمريكيين ذوي الأصول الآسيوية و 0.1% من سكان جزر المحيط الهادئ و 13.0% من الأمريكيين الأفارقة و 3.5% من عرقين مختلطين أو أكثر.
بلغ عدد الأسر 14,720 أسرة كانت نسبة 35.8% منها لديها أطفال تحت سن الثامنة عشر تعيش معهم، وبلغت نسبة الأزواج القاطنين مع بعضهم البعض 51.5% من أصل المجموع الكلي للأسر، ونسبة 14.9% من الأسر كان لديها معيلات من الإناث دون وجود شريك، بينما كانت نسبة 5.3% من الأسر لديها معيلون من الذكور دون وجود شريكة وكانت نسبة 28.3% من غير العائلات. تألفت نسبة 22.8% من أصل جميع الأسر من أفراد ونسبة 8.1% كانوا يعيش معهم شخص وحيد يبلغ من العمر 65 عاماً فما فوق. وبلغ متوسط حجم الأسرة المعيشية 3.01، أما متوسط حجم العائلات فبلغ 2.58.
بلغ العمر الوسطي للسكان 37.4 عاماً. وكانت نسبة 25.4% من القاطنين تحت سن الثامنة عشر، وكانت نسبة 8.2% بين الثامنة عشر والأربعة وعشرون عاماً، ونسبة 26.3% كانت واقعةً في الفئة العمرية ما بين الخامسة والعشرون حتى والأربعة وأربعون عاماً، ونسبة 27.2% كانت ما بين الخامسة والأربعون حتى الرابعة والستون، ونسبة 12.9% كانت ضمن فئة الخامسة والستون عاماً فما فوق. وتوزع التركيب الجنسي للسكان بنسبة 48.3% ذكور و51.7% إناث.

## المدن التوأمة
مدن راينسبرغ ودوفر هي مدن توأمة لـهوبر هايتس (أوهايو).